# صهريج سيد باقر
صهريج سید باقر هو أحد الابينة التاريخية ويقع في محافظة خراسان الرضوي فی مدينة بردسكن فی شارع قائم، شارع سيد باقر، وتقع بجوار قاعة المدينة. هذا صهریج يرتبط بالفترة القاجارية . تم تسجيل صهريج سید باقر بتاريخ 17 مرداد 1383 الهجرية الشمسية كأحد المواقع الأثرية الإيرانية.